# هافرن دیفردوی
هافرن دیفردوی (انگلیسی: Hafren Dyfrdwy) شرکت برق بریتانیایی است، که در سال ۱۹۹۷ تأسیس شد.